# Ed Begley Jr.
Ed Begley Jr. est un acteur, réalisateur, directeur de la photographie et militant écologiste américain, né le 16 septembre 1949 à Los Angeles (Californie, États-Unis).

## Biographie
Ed Begley Jr. est né le 16 septembre 1949 à Los Angeles.
Son père est l'acteur Ed Begley (1901 - 1970) et sa mère est Allene Jeanne Sanders.
Il a un frère, Thomas Martin Begley et deux sœurs, Maureen Kathleen Begley et Ailene Curto.

### Carrière
Il débute devant la caméra en 1967 dans un épisode de Mes trois fils.
De 1982 à 1986, il joue le Dr Victor Ehrlich dans la série médicale Hôpital St Elsewhere. Au sujet de la série, il déclare en 2015 au site The A.V. Club : « J'ai fait pas mal de pilotes. J'ai embrassé beaucoup de grenouilles au fil des ans, mais pas beaucoup de princes. Pas avant 1982. »,. Il reprend le rôle manière inattendu en 2000 pour les besoins de téléfilm de conclusion de la série policière Homicide.
Dans la série Batman de 1992, il prête sa voix à Charlie Collins, personnage principal de l'épisode Joker's Favor (en). Il reste affilié au DC Animated Universe, prêtant sa voix en 2000 au Dr Corso dans l'épisode April Moon de la seconde saison de Batman Beyond, puis en prêtant cette fois ci sa voix au Dr Donald Todd dans deux épisodes de la quatrième saison de la série Static Shock diffusés en 2004.
En 1996, il joue Henry Starling dans le double épisode Future's End (en) de la troisième saison de la série Star Trek: Voyager.

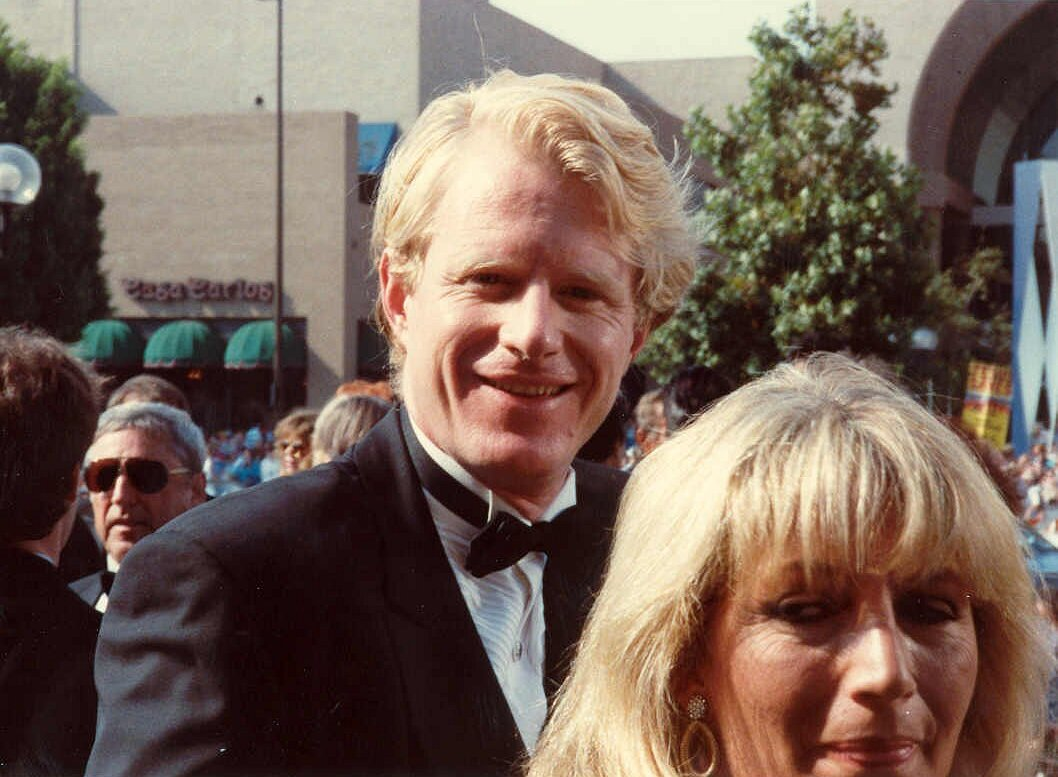
Ed Begley, Jr. en 1988.

Il participe de manière fréquente aux documentaires parodiques de Christopher Guest, comme Best in Show en 2000, A Mighty Wind en 2003, ou encore For Your Consideration en 2006. Il connait Guest depuis le début des années 1970, les deux avaient par ailleurs joués en 1984 dans le documentaire parodique This Is Spinal Tap de Rob Reiner.
Apparaissant en 2001 dans six épisodes de la première saison de la série Six feet under, il reprend son rôle dans deux épisodes de la cinquième saison diffusés en 2005.
De 2005 à 2019, il joue Stan Sitwell dans la sitcom Arrested Development de Mitchell Hurwitz,.
En 2008, il apparait dans la comédie Pineapple Express de David Gordon Green.
De 2015 à 2016, il apparait dans la sitcom Blunt Talk portée par Patrick Stewart.
De 2016 à 2022, il joue l'avocat Clifford Main dans la série Better Call Saul qui sert de préquelle à Breaking Bad. De 2016 à 2017, il retrouve le créateur Mitchell Hurwitz qui le fait jouer Joel Bamford dans sa série Lady Dynamite.
Depuis 2019, il apparait de manière récurrente dans la série Young Sheldon, préquelle de la sitcom The Big Bang Theory.
En 2022, il participe à la série Queer as Folk, réinvention de la série britannique éponyme de Channel 4, qui a déjà connue une adaptation aux États-Unis en 2000 par Showtime.

### Vie privée
Il est marié à Ingrid Taylor de 1976 à 1989. Ils ont deux enfants : Amanda Begley (née en 1977), Nicholas Taylor Begley (né en 1979).
Il est remarié depuis 2000 à l'actrice Rachelle Carson, avec qui il a une fille, Hayden Carson Begley (née en 2000).

## Filmographie

### Cinéma

#### Longs métrages
- 1972 : Pas vu, pas pris (Now You See Him, Now You Don't) de Robert Butler : Druffle
- 1973 : Charley et l'Ange (Charley and the Angel) de Vincent McEveety : Derwood Moseby
- 1973 : Duel dans la poussiere (Showdown) de George Seaton : Pook
- 1973 : Superdad de Vincent McEveety : Un homme
- 1974 : Cockfighter de Monte Hellman : Tom Peeples
- 1976 : Stay Hungry de Bob Rafelson : Lester
- 1977 : Dead of Night de Dan Curtis : Frank
- 1977 : Handle with Care de Jonathan Demme : Le prêtre
- 1978 : Le Seul et l'Unique (The One and Only) de Carl Reiner : Arnold
- 1978 : Blue Collar de Paul Schrader : Bobby Joe
- 1978 : En route vers le sud (Goin' South) de Jack Nicholson : Whitey Haber
- 1978 : Record City (en) de Dennis Steinmetz : Pokey
- 1979 : Ne tirez pas sur le dentiste (The In-Laws) d'Arthur Hiller : Barry Lutz
- 1979 : Hardcore de Paul Schrader : Un soldat
- 1979 : Airport 80 Concorde (The Concorde : Airport '79) de David Lowell Rich : Un sauveteur
- 1981 : Leçons très particulières (Private Lessons) d'Alan Myerson : Jack Travis
- 1981 : Victor la gaffe (Buddy Buddy) de Billy Wilder : Un lieutenant
- 1982 : La Féline (Cat People) de Paul Schrader : Joe Creigh
- 1982 : Les Aventuriers du temps (Voyager from the Unknown) de Winrich Kolbe et James D. Parriott (en) : Wilbur Wright
- 1982 : Eating Raoul de Paul Bartel : Hippie
- 1982 : Docteurs in love (Young Doctors in Love) de Garry Marshall : Lyle August
- 1982 : Officier et Gentleman (An Officer and a Gentleman) de Taylor Hackford : L'instructeur (voix)
- 1983 : Get Crazy d'Allan Arkush : Colin Beverly
- 1984 : Spinal Tap (This Is Spinal Tap) de Rob Reiner : John "Stumpy" Pepys
- 1984 : Les Rues de feu (Streets of Fire) de Walter Hill : Ben Gunn
- 1984 : Protocol d'Herbert Ross : Hassler
- 1985 : Transylvania 6-5000 de Rudy De Luca : Gil Turner
- 1987 : Cheeseburger film sandwich (Amazon Women on the Moon) de Michael Barrie (en) et Jim Mulholland (en) : Griffin (segment Son of the Invisible Man)
- 1988 : Voyageur malgré lui (The Accidental Tourist) de Lawrence Kasdan : Charles Leary
- 1989 : Scenes from the Class Struggle in Beverly Hills (en) de Paul Bartel : Peter
- 1989 : She-Devil, la diable (She-Devil) de Susan Seidelman : Bob
- 1991 : Meet the Applegates (en) de Michael Lehmann : Richard P. Applegate
- 1992 : Dark Horse (en) de David Hemmings : Jack Mills
- 1993 : Even Cowgirls Get the Blues de Gus Van Sant : Rupert
- 1994 : Les Héritiers affamés (Greedy) de Jonathan Lynn : Carl McTeague
- 1994 : Opération Shakespeare (Renaissance Man) de Penny Marshall : Jack Markin
- 1994 : Richard au pays des livres magiques (The Pagemaster) de Pixote Hunt et Joe Johnston : Alan Tyler
- 1995 : Batman Forever de Joel Schumacher : Fred Stickley
- 1995 : The Crazysitter de Michael McDonald : Paul Van Arsdale
- 1995 : Storybook de Lorenzo Doumani : Pouch (voix)
- 1995 : Hourglass de C. Thomas Howell : Détective Cecil Dish
- 1995 : Sensations (Sensation) de Brian Grant : Earl Strauber
- 1995 : Rave Review de Jeff Seymour : Bert
- 1996 : Monsieur Papa... (Santa with Muscles) de John Murlowski : Ebner Frost
- 1997 : Masha l'ourson (en) (Ms. Bear) de Paul Ziller : Greg Bradley
- 1997 : The Lay of the Land (en) de Larry Arrick : Harvey Dankworth
- 1997 : Joey (en) d'Ian Barry : Ted Ross
- 1998 : I'm Losing You (en) de Bruce Wagner : Zev
- 2000 : Bêtes de scène (Best in Show) de Christopher Guest : Mark Schaefer, le directeur de l'hôtel
- 2001 : Allison Forever (Get Over It) de Tommy O'Haver : Frank Landers
- 2001 : Anthrax de Rick Stevenson : Brent Krawford
- 2001 : Hellgig de Steve Altman : Le révérend
- 2001 : Diary of a Sex Addict (en) de Joseph Brutsman (it) : Dr Aaron Spencer
- 2002 : Auto Focus de Paul Schrader : Mel Rosen
- 2002 : Back by Midnight d'Harry Basil (en) : Robert Wade
- 2003 : A Mighty Wind de Christopher Guest : Lars Olfen
- 2003 : Going Down de Alfonso Pineda Ulloa : Oscar Earnest
- 2003 : Net Games d'Andrew Van Slee (en) : John Fielding
- 2003 : The Trailer de Steve Altman : Une victime
- 2004 : Raising Genius de Linda Voorhees et Bess Wiley : Dr Curly Weeks
- 2004 : Hair High de Bill Plympton : Révérend Sidney Cheddar (voix)
- 2004 : L'Histoire (Stateside) de Reverge Anselmo : Père Concoff
- 2004 : The First Person de Stephan Szpak-Fleet : Détective Tom Burroughs
- 2005 : Desolation Sound de Scott Weber : Doug Shepard
- 2006 : Mon vrai père et moi (Relative Strangers) de Greg Glienna (en) : Le faux père
- 2008 : Délire Express (Pineapple Express) de David Gordon Green : Robert Anderson
- 2008 : Fly Me to the Moon de Ben Stassen : Poopchev
- 2009 : Whatever Works de Woody Allen : John
- 2011 : (S)ex list de Mark Mylod : Mr Darling
- 2012 : Little Women, Big Cars de Melanie Mayron : Mr Hughes
- 2012 : Making Change de Wesley Wittkamper : Simmons
- 2013 : In Security d'Adam Beamer et Evan Beamer : Officier Krupke
- 2014 : Le Second Souffle (You're Not You) de George C. Wolfe : Oncle Roger
- 2016 : SOS Fantômes (Ghostbusters) de Paul Feig : Ed Mulgrave Jr
- 2016 : Mascots de Christopher Guest : A.J Blumquist
- 2016 : Time Toys de Mark Rosman : William "Wiz" Wisconsin
- 2017 : Lucky de John Carroll Lynch : Dr Christian Kneedler
- 2017 : CHiPs de Dax Shepard : Un conducteur
- 2017 : Girlfriend's Day (en) de Michael Paul Stephenson (en) : Rupert
- 2017 : Amelia 2.0 d'Adam Orton : Paul Wesley
- 2018 : Le Book Club (Book Club) de Bill Holderman : Tom
- 2018 : Making Babies de Josh F. Huber : Dr Remis
- 2018 : Imperfections de David Singer : Barry
- 2019 : On sera deux ! (en) (Plus One) de Jeff Chan et Andrew Rhymer : Chuck
- 2020 : Reboot Camp (en) d'Ivo Raza : John Lehman
- 2022 : Amsterdam de David O. Russell : Bill Meekins
- 2024 : Séduire la mort (Strange Darling) de JT Mollner (en) : Frederick

#### Courts métrages
- 1969 : The Lottery de Larry Yust : Jack Watson
- 1977 : Lust of a Eunuch d'Atom Egoyan : Lu Ta
- 1985 : Waiting to Act de John Putch : Ed
- 1992 : Cruise Control de Matt Palmieri : Fraser

### Télévision

#### Téléfilms
- 1972 : Family Flight (en) de Marvin J. Chomsky : Le conducteur
- 1979 : Le Roman d'Elvis (Elvis) de John Carpenter : D. J. Fontana
- 1979 : Hot Rod (en) de George Armitage : Clay
- 1979 : Amateur Night at the Dixie Bar and Grill de Joel Schumacher : Moss Tillis
- 1979 : A Shining Season de Stuart Margolin : John Haaland
- 1982 : Une affaire d'enfer (Not Just Another Affair) de Steven Hilliard Stern : Warren Krantz
- 1982 : Rascals and Robbers : The Secret Adventures of Tom Sawyer and Huck Finn de Dick Lowry : Jeb
- 1983 : La Vie secrète d'une étudiante (An Uncommon Love) de Steven Hilliard Stern : Matt Randolph
- 1983 : Still the Beaver de Steven Hilliard Stern : Whitey
- 1987 : Celebration Family de Robert Day : Jake Foreman
- 1987 : Vacances romaines (Roman Holiday) de Noel Nosseck : Leonard Lupo
- 1988 : Spies, Lies & Naked Thighs de James Frawley : Alan
- 1990 : Le Grand Tremblement de terre de Los Angeles (The Big One : The Great Los Angeles Earthquake) de Larry Elikann : Jerry Soloway
- 1990 : Not a Penny More, Not a Penny Less de Clive Donner : Stephen Bradley
- 1990 : In the Best Interest of the Child de David Greene : Howard Feldon
- 1991 : Chance of a Lifetime de Jonathan Sanger (en) : Darrel
- 1991 : La conteuse d'histoire (The Story Lady) de Larry Elikann : Otis
- 1992 : Élus pour s'aimer (Running Mates) de Michael Lindsay-Hogg : Chapman Snow
- 1992 : In the Line of Duty : Siege at Marion de Charles Haid : Lieutenant Fred House
- 1992 : Exclusive d'Alan Metzger : Allen
- 1992 : Mastergate de Michael Engler : Steward Butler
- 1993 : Cooperstown de Charles Haid : Dave Cormeer
- 1994 : Un chien peut en cacher un autre(The Shaggy Dog) de Dennis Dugan : Ron Daniels
- 1994 : Randonnée infernale (Incident at Deception Ridge) de John McPherson : Jack Davis
- 1996 : Projet Alf (Project : ALF) de Dick Lowry : Dr Warner
- 1996 : Changement de décors (The Late Shift) de Betty Thomas : Rod Perth
- 1997 : Alone de Michael Lindsay-Hogg : Gerald
- 1997 : Not in This Town de Donald Wrye : Henry Whitcomb
- 1998 : La Famille Addams : Les Retrouvailles (Addams Family Reunion) de Dave Payne : Phillip Adams
- 2000 : Homicide (Homicide: The Movie) de Jean de Segonzac : Dr Victor Ehrlich
- 2001 : Un chien envahissant (Hounded) de Neal Israel : Gardien Van Dusen
- 2003 : Histoires anciennes (War Stories) de Robert Singer : Ed O'Brian
- 2004 : Amour impossible (Life on Liberty Street) de David S. Cass Sr : Richard Spencer
- 2005 : Il faut sauver l'ours blanc (Spirit Bear : The Simon Jackson Story) de Stefan Scaini : Frank Perdue
- 2008 : Recomptage (Rencount) de Jay Roach : David Boies
- 2009 : Georgia O'Keeffe de Bob Balaban : Dr Lee Steiglita
- 2013 : Muhammad Ali's Greatest Fight de Stephen Frears : Harry Blackmun
- 2019 : Bixler Valley : Enquête au lycée (Bixler High Private Eye) de Leslie Kolins Small : Charlie Dewitt
- 2020 : Cher Noël (Dear Christmas) d'Emily Moss Wilson : Randy Morgan

#### Séries télévisées
- 1967 : Mes trois fils (My Three Sons) : Marv
- 1969 - 1972 : Room 222 : Bob / Willard / George / Stretch
- 1970 : L'immortel (The Immortal) : Le gérant de la station-service
- 1971 : Auto-patrouille (Adam-12) : Bud
- 1971 : Sur la piste du crime (The F.B.I.) : Un nouveau
- 1971 : Storefront Lawyers (en) : Le garde
- 1971 : Owen Marshall, Counselor at Law (en) : Howard Dubberly
- 1971 : Nanny et le professeur (en) (Nanny and the Professor) : Richie Cooper
- 1972 : L'homme de fer (Ironside) : Jimmy Sanders
- 1972 : Mannix : Un homme
- 1972 : Doris Day comédie (The Doris Day Show) : Wally
- 1972 : Maude : Un jeune homme
- 1972 : Wait Till Your Father Gets Home (en) : Un homme qui prend le soleil (voix)
- 1973 - 1974 : Roll Out (en) : Lieutenant Robert W. Chapman
- 1974 : Happy Days : Hank
- 1974 - 1975 / 1983 : Insight : Marty / Jimmy / Père John
- 1975 : Médecins d'aujourd'hui (Medical Center) : Greg Duncan
- 1975 : Baretta : Ernie
- 1976 : Starsky et Hutch (Starsky and Hutch) : Harv Schwab
- 1976 : Mary Hartman, Mary Hartman (en) : Steve Fletcher
- 1977 - 1978 / 1981 : Quincy : David Phillips / Walter "Speed" Simpson / Kit Sawyer
- 1978 : Galactica (Battlestar Galactica) : Sergent Greenbean
- 1978 / 1981 : L'île fantastique (Fantasy Island) : Jamie / Amos McAllister
- 1978 / 1994 : Columbo : Officier Stein / Irving Krutch
- 1979 : MASH : Soldat Paul Conway
- 1979 : Laverne and Shirley : Robert "Bobby" Feeney
- 1979 : Drôles de dames (Charlie's Angels) : Kenny Daniels
- 1980 : Barnaby Jones : Lindy Powell
- 1981 : Riker : Ed
- 1982 : Voyages au bout du temps (Voyagers) : Wilbur Wright
- 1982 - 1988 : Hôpital St Elsewhere (St Elsewhere) : Dr Victor Ehrlich
- 1982 / 1988 - 1989 : Le monde merveilleux de Disney (The Wonderful World of Disney) : Amos Tucker / Dr Jack Brooker
- 1983 : Still the Beaver : Whitey
- 1984 : La croisière s'amuse (The Love Boat) : Allan Bundy
- 1984 : Bizarre, bizarre (Tales of the Unexpected) : George Princey
- 1985 : Tall Tales & Legends (en) : Ichabod Crane
- 1985 / 1987 : Faerie Tale Theatre : Wilhem Grimm / Brom Dutcher
- 1990 : Timeless Tales from Hallmark : Bertram (voix)
- 1990 - 1991 : Parenthood (en) : Gil Buckman
- 1992 : Batman (Batman : The Animated Series) : Charlie Collins / Germs (voix)
- 1992 - 1993 : Capitaine Planète (Captain Planet and the Planeteers) : Le commissaire / Preston (voix)
- 1993 : Roseanne : Principal Alexander
- 1994 : World War II : When Lions Roared : Harry Hopkins
- 1994 : Les Contes de la crypte (Tales from the Crypt) : Judd Campbell
- 1994 : Le Bus magique (The Magic School Bus) : Larry (voix)
- 1994 : Mrs. Piggle-Wiggle (en) : Mr Bean
- 1995 : Duckman (Duckman : Private Dick/Family Man) : Barry Brittle (voix)
- 1996 : Les Anges du bonheur (Touched by an Angel) : Chris Carpenter
- 1996 : Troisième planète après le Soleil (3rd Rock from the Sun) : Jeff
- 1996 : Star Trek Voyager : Henry Starling
- 1996 : ABC Afterschool Special : Mr Rogers
- 1996 : Le monde de Dave (en) (Dave's World) : Watterson
- 1996 / 1998 : Adventures from the Book of Virtues : William Tell / Alec / Un soldat (voix)
- 1997 : Meego (Meego) : Dr Edward Parker
- 1997 : Sabrina, l'apprentie sorcière (Sabrina, the Teenage Witch) : Mr James T. Rothwell
- 1997 : Le Drew Carey Show (The Drew Carey Show) : Dr Chris Vanderkamp
- 1997 : Une nounou d'enfer (The Nanny) : Tom Rosenstein
- 1997 : Gun : Le réalisateur
- 1997 : Sherman Oaks : Trust
- 1998 : Minus, Elmira et Cortex (Pinky, Elmyra & the Brain) : Lloyd Oldtire (voix)
- 1998 : Les Razmoket (Rugrats) : Bob / Le serveur (voix)
- 1999 : The Practice : Donnell et Associés (The Practice) : Dr Emmanuel Foster
- 1999 - 2003 : Sept à la maison (7th Heaven) : Dr Hank Hastings
- 1999 / 2009 : The Simpsons : Lui-même (voix)
- 2000 : Batman, la relève (Batman Beyond) : Dr Corso (voix)
- 2000 : Providence : Chuck Chance
- 2000 : Pigs Next Door : Bradle
- 2001 : À la Maison-Blanche (The West Wing) : Seth Gillette
- 2001 : Gideon's Crossing : Le père d'Hayley
- 2001 : Titus : Bill
- 2001 : Associées pour la loi (Family Law) : Ethan Beal, l'avocat
- 2001 - 2002 : Espions d'État (The Agency) : Lenny Musgrave
- 2001 - 2005 : Six Feet Under : Hiram Gunderson
- 2002 : Scrubs : Dr Bailey
- 2002 : Dharma et Greg (Dharma and Greg) : Lui-même
- 2004 : Static Choc (Static Shock) : Dr Donald Todd (voix)
- 2004 : Kingdom Hospital : Dr Jesse James
- 2004 - 2005 : Jack et Bobby (Jack and Bobby) : Révérend Belknap
- 2005 : Razbitume ! (All Grown Up !) : Le père Amish (voix)
- 2005 : Center of the Universe (en) : Dr Harrison
- 2005 - 2006 / 2013 / 2018 - 2019 : Arrested Development : Stan Sitwell
- 2006 : Las Vegas : Mr Grimaldi
- 2006 : Three Moons Over Milford (en) : Un millionaire
- 2006 - 2007 : Boston Justice : Clifford Cabot
- 2006 - 2007 : Veronica Mars : Cyrus O'Dell
- 2006 / 2010 : Old Christine (The New Adventures of Old Christine) : Pasteur Ed
- 2007 : Hannah Montana : Wood
- 2007 / 2011 : Les Experts : Miami (CSI : Miami) : Scott O'Shay
- 2008 : Les Rois du Texas (King of the Hill) : Stephens Davies (voix)
- 2008 - 2009 : La nouvelle vie de Gary (Gary Unmarried) : Dr Walter Krandall
- 2008 - 2012 : Easy to Assemble : S. Erland Hussen
- 2009 : Party Down : Bruce Nesbitt
- 2009 : Georges le petit curieux (Curious George) : Vinny (voix)
- 2009 : La Vie de croisière de Zack et Cody (The Suite Life on Deck) : Le maire Ragnar
- 2009 : Monk : Dr Malcolm Nash
- 2010 : Childrens Hospital : Sénateur Throman
- 2010 : Bailey et Stark (The Good Guys) : Nate Bailey
- 2010 : Outlaw (en) : Juge Donald Crane
- 2011 : Off the Map : Urgences au bout du monde (Off the Map) : Hank
- 2010 : $h*! My Dad Says : Terry
- 2011 : Chaos : Corwin
- 2011 - 2012 : Rizzoli & Isles : Dr T. Pike
- 2012 : Wes et Travis (Common Law) : Dr Van Waal
- 2012 : Hot in Cleveland : Yogi
- 2012 / 2014 - 2015 / 2018 : Portlandia : Le gérant du café / Le prêtre / Dr Ravish / Wes
- 2013 : Partners : Dr Kay
- 2013 : The Office : Le père biologique d'Erin
- 2013 : Leçons sur le mariage (Rules of Engagement) : Révérend Todd
- 2013 : Family Tree (en) : Al Chadwick
- 2013 : Newsreaders (en) : Phillip Breck
- 2013 - 2014 : Betas : George Murchison
- 2014 : Regular Show : William (voix)
- 2014 : Wedlcok : Ray Gomez
- 2015 : Your Family or Mine (en) : Gil
- 2015 - 2016 : Blunt Talk : Teddy
- 2016 : Angie Tribeca : Bonnie
- 2016 : Bad Internet (en) : Le mari énervé
- 2016 - 2017 : Lady Dynamite : Joel Bamford
- 2016 / 2018 - 2022 : Better Call Saul : Clifford Main
- 2017 : Grace et Frankie (Grace and Frankie) : Mark
- 2017 : Future Man : Gabe Futturman
- 2017 - 2018 : Me, Myself and I : Justin adulte
- 2017 / 2020 : Larry et son nombril (Curb Your Enthusiasm) : Dr Winokur
- 2017 / 2020 : Guest Appearances : Fred
- 2018 : Love : Mark Cruikshank
- 2018 : The Cool Kids (en) : Karl
- 2018 - 2019 : Modern Family : Jerry
- 2019 : Teachers : John-Paul Benningan
- 2019 : Human Discoveries : Marsh (voix)
- 2019 : ctrl alt delete : Dr Rosenblatt
- 2019 - 2020 : Les Green à Big City (Big City Greens) : Mr Whistler (voix)
- 2019 - 2020 : Bless This Mess (en) : Rudy
- 2019 - 2023 : Young Sheldon : Dr Linkletter
- 2020 : Our Cartoon President (en) : Bruce Mann (voix)
- 2021 : Bob l'éponge (SpongeBob SquarePants) : Rock T. Puss (voix)
- 2021 - 2022 : Mr. Mayor : Chet Danville
- 2022 : Queer as Folk : Winston Beaumont

## Distinctions

### Nominations
- Primetime Emmy Awards 1983 : Meilleur acteur dans un second rôle dans une série télévisée comique pour Hôpital St Elsewhere (St Elsewhere) (1982-1988).
- Primetime Emmy Awards 1984 : Meilleur acteur dans un second rôle dans une série télévisée comique pour Hôpital St Elsewhere (St Elsewhere) (1982-1988).
- Primetime Emmy Awards 1985 : Meilleur acteur dans un second rôle dans une série télévisée comique pour Hôpital St Elsewhere (St Elsewhere) (1982-1988).
- 43e cérémonie des Golden Globes 1986 : Meilleur acteur dans un second rôle dans une série, une mini-série ou un téléfilm pour Hôpital St Elsewhere (St Elsewhere) (1982-1988).
- Primetime Emmy Awards 1986 : Meilleur acteur dans un second rôle dans une série télévisée comique pour Hôpital St Elsewhere (St Elsewhere) (1982-1988).
- Primetime Emmy Awards 1987 : Meilleur acteur dans un second rôle dans une série télévisée comique pour Hôpital St Elsewhere (St Elsewhere) (1982-1988).
- Primetime Emmy Awards 1988 : Meilleur acteur dans un second rôle dans une série télévisée comique pour Hôpital St Elsewhere (St Elsewhere) (1982-1988).
- 2004 : Gold Derby Awards de la meilleure distribution dans une comédie musicale pour A Mighty Wind (2003) partagée avec Bob Balaban, Jane Lynch, Jennifer Coolidge, Christopher Guest, Laura Harris, John Michael Higgins, Michael Hitchcock, Linda Kash (en), Don Lake, Eugene Levy, Michael Mantell, Michael McKean, Larry Miller, Christopher Moynihan (en), Catherine O'Hara, Jim Piddock, Parker Posey, Harry Shearer, Deborah Theaker (en) et Fred Willard.
- 29e cérémonie des Screen Actors Guild Awards 2023 :  Meilleure distribution pour une série dramatique pour Better Call Saul (2015-2022) partagé avec Jonathan Banks, Tony Dalton, Giancarlo Esposito, Patrick Fabian, Bob Odenkirk et Rhea Seehorn.

### Récompenses
- 9e cérémonie des Florida Film Critics Circle Awards 2004 : Meilleure distribution dans une comédie musicale pour A Mighty Wind (2003) partagée avec Bob Balaban, Jane Lynch, Jennifer Coolidge, Christopher Guest, Laura Harris, John Michael Higgins, Michael Hitchcock, Linda Kash (en), Don Lake, Eugene Levy, Michael Mantell, Michael McKean, Larry Miller, Christopher Moynihan (en), Catherine O'Hara, Jim Piddock, Parker Posey, Harry Shearer, Deborah Theaker (en) et Fred Willard.
- 2010 : The Streamy Awards de la meilleure distribution dans une série télévisée comique pour Easy to Assemble (2008-2012) partagé avec Illeana Douglas, Justine Bateman, Eric Lange, Michael Irpino, Cheri Oteri, Daryl Sabara, Michael Panes (en), Robert Mailhouse (en), Sean Durrie, Tom Arnold, Tim Meadows, Ricki Lake, Greg Proops et Kevin Pollak.

## Voix francophones
En version française, Ed Begley Jr. est pendant de nombreuses années doublé par un nombre important de comédiens. Ainsi, il est doublé par Claude d'Yd dans Ne tirez pas sur le dentiste, Jacques Richard dans La Féline, Guy Chapellier dans Transylvania 6-5000, Jacques Frantz dans She-Devil, la diable, Yves Beneyton dans Even Cowgirls Get the Blues, Jean-Luc Kayser dans Opération Shakespeare, Philippe Vincent dans Richard au pays des livres magiques, François Dunoyer dans Mon amie Masha, Marc Bretonnière dans La Famille Addams : Les Retrouvailles Bernard Bollet  dans Les Contes de la crypte, Jean Barney dans Hourglass, Jean-Claude Montalban dans Meego ou encore Jean-Pierre Gernez dans Providence. Dans la série Columbo, il est successivement doublé par Pierre Fromont et Jean Roche.
Dans les années 2000 et 2010, Gabriel Le Doze est sa voix la plus régulière, le doublant notamment dans Six Feet Under, Veronica Mars, Rizzoli and Isles, Sex List ou encore Muhammad Ali's Greatest Fight. L'ayant doublant en 1995 dans Batman Forever, en 2000 dans Bêtes de scène, en 2001 dans Get Over It et en 2002 dans la série Dharma et Greg, Jean-Pierre Leroux devient sa voix de manière régulière à partir du milieu des années 2010, dont SOS Fantômes, Sept à la maison, Kingdom Hospital et Young Sheldon. Il remplace également Philippe Ogouz pour le 2e doublage du film Cheeseburger film sandwich.
En parallèle à ces deux comédiens, Ed Begley Jr. est également doublé occasionnellement par Stéphane Bazin dans Délire Express, Samuel Labarthe dans Whatever Works, Philippe Roullier dans Arrested Development, Claude Levêque dans Les Experts : Miami, Guillaume Bourboulon dans Amour, Gloire et Beauté, Bernard Tiphaine dans Better Call Saul et Hervé Furic dans Lady Dynamite. Guy Chapellier le retrouve dans Jack et Bobby et Mascots, de même que Jean-Claude Montalban le retrouve dans Blunt Talk.